# Dingtuna socken
Dingtuna socken i Västmanland ingick i Tuhundra härad, uppgick 1967 i Västerås stad och området ingår sedan 1971 i Västerås kommun och motsvarar från 2016 Dingtuna distrikt.
Socknens areal är 79,2 kvadratkilometer, varav 79,0 land. År 2000 fanns här 1 860 invånare. En del av Västerås samt tätorten och kyrkbyn Dingtuna med sockenkyrkan Dingtuna kyrka ligger i socknen. 

## Administrativ historik
Dingtuna socken har medeltida ursprung.
Vid kommunreformen 1862 övergick socknens ansvar för de kyrkliga frågorna till Dingtuna församling och för de borgerliga frågorna till Dingtuna landskommun. Landskommunens utökades 1952 och uppgick 1967 i Västerås stad som 1971 ombildades till Västerås kommun. Församlingen uppgick 2006 i Dingtuna-Lillhärads församling.
1 januari 2016 inrättades distriktet Dingtuna, med samma omfattning som församlingen hade 1999/2000.  
Socknen har tillhört fögderier, tingslag och domsagor enligt vad som beskrivs i artikeln Tuhundra härad.  De indelta soldaterna tillhörde Västmanlands regemente, Västerås kompani, Livregementets grenadjärkår, Västerås kompani och Livkompaniet.

## Geografi
Dingtuna socken ligger väster om Västerås, i en bygd rik på fornlämningar. Bland annat finns stensättningar, gravfält och några fornborgar. Karakteristiskt för landskapet är ett brett, öppet stråk från Lövsta och Näsby i söder förbi Dingtuna kyrkby och Råby vidare norrut mot Vångsta. De större gårdarna ligger oftast fritt i det öppna odlingslandskapet, bebyggelsen i övrigt i anslutning till små, ibland parklika skogsdungar. I socknens södra del finns några bevarade bymiljöer. 
Socknen genomkorsas av E18 samt Mälardalsbanan Västerås-Köping.

## Fornlämningar
Från bronsåldern finns en mängd spridda gravgrupper samt några små gravfält och dessutom skärvstenshögar och skålgropar. Inom socknen finns drygt 80 gravfält. De är i huvudsak från järnåldern. Från järnåldern finns även omkring 20 km stensträngar. Det finns även fyra fornborgar och tre runstenar.

## Namnet
Namnet (1322, Dingitunum) kommer från kyrkbyn. Efterleden är tuna, 'inhägnat område'. Förleden har antagits innehålla dyngia, 'hög' syftande på en höjd vid kyrkan men denna tolkning är osäker.

## Befolkningsutveckling
| Befolkningsutvecklingen i Dingtuna socken 1810–1990                                                     | Befolkningsutvecklingen i Dingtuna socken 1810–1990 | Befolkningsutvecklingen i Dingtuna socken 1810–1990 | Befolkningsutvecklingen i Dingtuna socken 1810–1990 | Befolkningsutvecklingen i Dingtuna socken 1810–1990 |
| --- | --------------------------------------------------- | --------------------------------------------------- | --------------------------------------------------- | --------------------------------------------------- |
| |                                                     |                                                     |                                                     |                                                     |
| År |                                                     |                                                     | Folkmängd                                           |                                                     |
| 1810 | 1810                                                |                                                     | 1 646                                               |                                                     |
| 1820 | 1820                                                |                                                     | 1 825                                               |                                                     |
| 1830 | 1830                                                |                                                     | 1 842                                               |                                                     |
| 1840 | 1840                                                |                                                     | 1 816                                               |                                                     |
| 1850 | 1850                                                |                                                     | 1 841                                               |                                                     |
| 1860 | 1860                                                |                                                     | 1 801                                               |                                                     |
| 1870 | 1870                                                |                                                     | 1 914                                               |                                                     |
| 1880 | 1880                                                |                                                     | 1 848                                               |                                                     |
| 1890 | 1890                                                |                                                     | 1 907                                               |                                                     |
| 1900 | 1900                                                |                                                     | 2 034                                               |                                                     |
| 1910 | 1910                                                |                                                     | 1 880                                               |                                                     |
| 1920 | 1920                                                |                                                     | 1 776                                               |                                                     |
| 1930 | 1930                                                |                                                     | 1 738                                               |                                                     |
| 1940 | 1940                                                |                                                     | 1 496                                               |                                                     |
| 1950 | 1950                                                |                                                     | 1 360                                               |                                                     |
| 1960 | 1960                                                |                                                     | 1 427                                               |                                                     |
| 1970 | 1970                                                |                                                     | 1 584                                               |                                                     |
| 1980 | 1980                                                |                                                     | 1 638                                               |                                                     |
| 1990 | 1990                                                |                                                     | 1 657                                               |                                                     |
| Anm: Källor: Umeå universitet - Tabellverket 1749-1859, Demografiska databasen, CEDAR, Umeå universitet |                                                     |                                                     |                                                     |                                                     |